# Władysław Leppert
Władysław Rajmund Leppert (ur. 25 grudnia 1848 w Łążku, zm. 12 czerwca 1920 w Warszawie) – polski chemik i przemysłowiec.

## Życiorys
Ukończył III Gimnazjum w Warszawie. W 1867 został studentem Szkoły Głównej w Warszawie.  W 1873 przeprowadzał badania w Bernie pod opieką profesora chemii fizjologicznej Marcelego Nenckiego. Rok później kształcił się na uniwersytecie w Strassburgu u profesora Alfreda Baeyera. Natomiast w latach 1875-76 zdobywał wiedzę w Królewcu. W 1877 wrócił do kraju i pełnił funkcję asystenta na Uniwersytecie Warszawskim w Katedrze Chemii. Prowadził badania w dziedzinie chemii organicznej oraz technologii chemicznej. Był współzałożycielem fabryki farb i lakierów w Helenówku koło Warszawy w 1879 roku. Był także jednym z założycieli pierwszego polskiego chemicznego czasopisma naukowego "Chemik Polski". Interesował się historycznym rozwojem chemii w Polsce. Napisał pracę Rys rozwoju chemii w Polsce do roku 1830.
Leppert fabrykę farb i lakierów założył wspólnie ze swoim teściem Wincentym Karpińskim. Sam kierował ową fabryką i z czasem stał się jej jedynym właścicielem. Przez całe życie Leppert zaangażowany był w rozwój szkolnictwa wyższego, towarzystw naukowych i gospodarczych. Był jednym z członków założycieli Stowarzyszenia Techników. Wchodził w skład komitetu budowy Warszawskiego Instytutu Politechnicznego im. Mikołaja II. W niepodległej Polsce był jednym z organizatorów Polskiego Towarzystwa Chemicznego. 25 maja 1920 mianowano go honorowym profesorem technologii chemicznej Politechniki Warszawskiej. W tym samym roku został członkiem komisji rewizyjnej powstałego w grudniu 1919 r. Centralnego Związku Polskiego Przemysłu, Górnictwa, Handlu i Finansów (tzw. Lewiatana)
Pochowany na Starych Powązkach w Warszawie (kwatera 198-6-10/11).

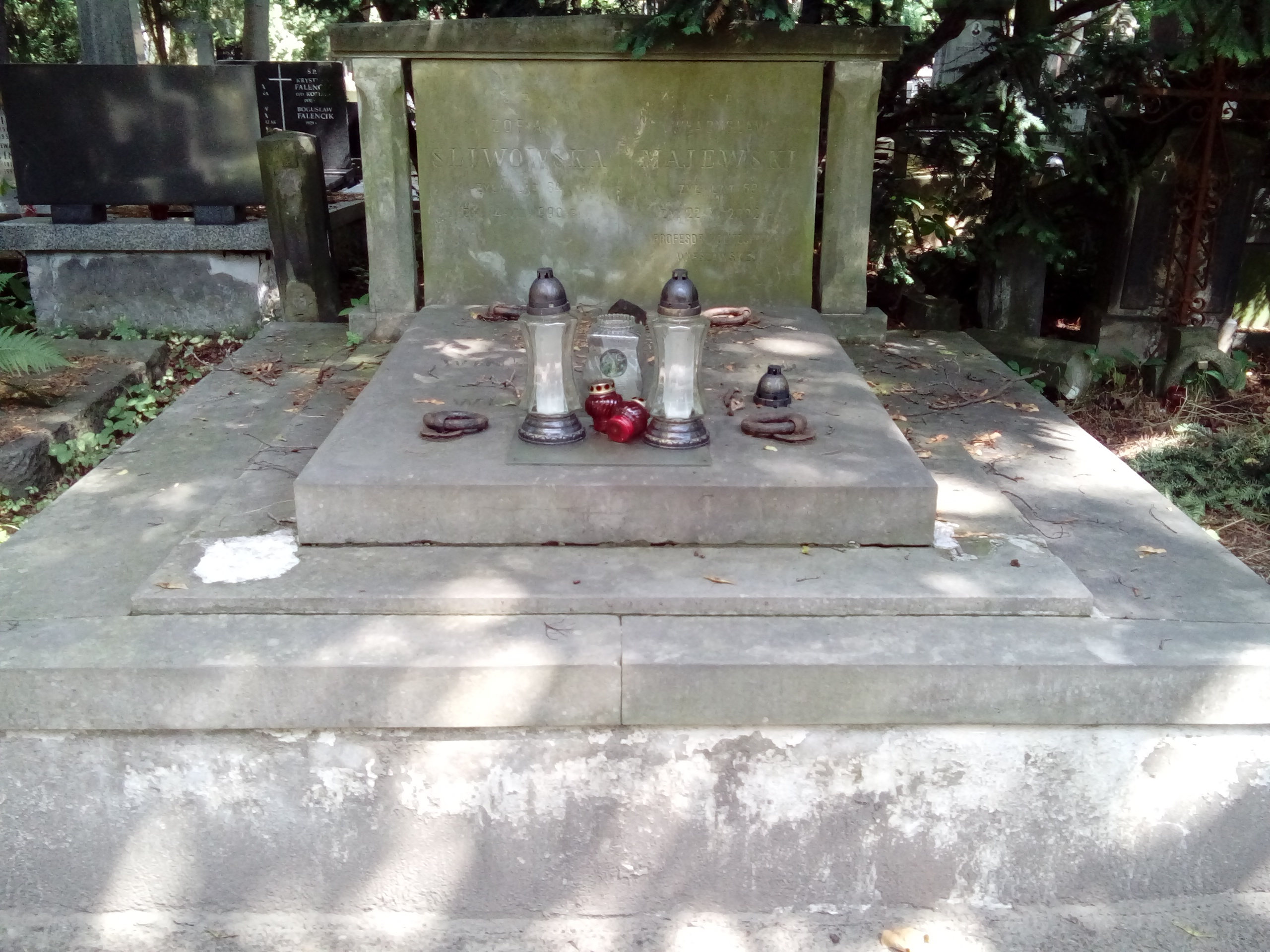
Grób Władysława Lepperta na cmentarzu Powązkowskim